# Vladislav Grakovskiy

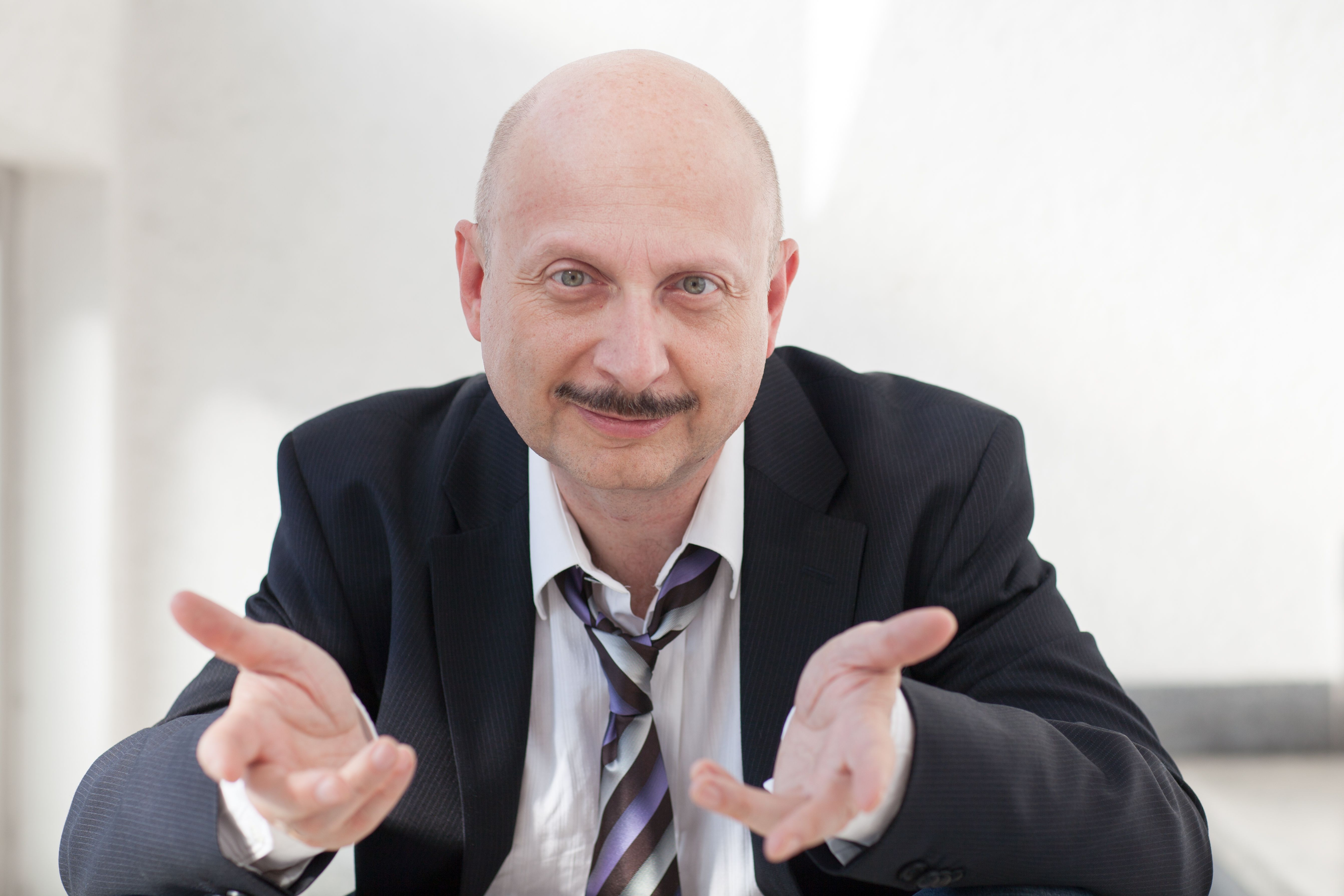
Vladislav Grakovskiy

Vladislav Grakovskiy (* 11. Oktober 1967 in Karaganda, Kasachstan) ist ein deutscher und russischer Schauspieler und Theaterregisseur.

## Leben und Wirken
Grakovskiy studierte von 1985 bis 1989 Schauspiel an der Theaterhochschule in Taschkent, Usbekistan. Er arbeitete am Staatstheater Taschkent und Stadttheater Samara.
Seit 2001 lebt er in Deutschland. Er spielte und führte Regie unter anderem am Euro Theater Central Bonn und am Internationalen Theater Frankfurt.
2010 spielte Grakovskiy im Film „The Night Father Christmas Died“ eine der Hauptrollen. Der Film wurde als einziger deutscher Beitrag für den Studenten-Oscar 2010 nominiert.
2013 gründete Grakovskiy das Theater Atelier in Stuttgart. Er fungiert gleichzeitig als Geschäftsführer, Intendant und Regisseur.

## Theaterregie (Auswahl)
- 1992: Das Dach von Galin (Staatstheater Taschkent)
- 1994: Vampire Ball nach A.K. Tolstoy  (Iklhom Theater Taschkent)
- 2005: Nacht von Andrzej Stasiuk (Theater Stuttgart)
- 2009: Die Gaunereien des Scappino von Molière (Theater am Alexanderplatz Berlin)
- 2014: Der Idiot nach Dostojewski (Theater Atelier Stuttgart)
- 2017: Die toten Seelen nach Gogol (Theater Atelier Stuttgart)
- 2018: König Ödipus von Bodo Wartke  (Theater Atelier Stuttgart)
- 2020: Das Wunder des heiligen Antonius von Maurice Maeterlinck (Theater Atelier Stuttgart)
- 2021: Der Gott des Gemetzels von Yasmina Reza (Theater Atelier Stuttgart)
- 2022: Die Kunst ein gutes Stück zu schreiben von Ferenc Molnár (Theater Atelier Stuttgart)
- 2023: Der letzte Vorhang von Maria Goos (Theater Atelier Stuttgart)

## Theaterrollen (Auswahl)
- 1989: Schostakowitsch in Master Class von Pownall (Staatstheater Taschkent)
- 1990: Prinz John in Der Löwe im Winter von Goldman (Staatstheater Taschkent)
- 1992: Scanlon in Einer flog über das Kuckucksnest nach Wasserman (Staatstheater Taschkent)
- 1993: Donald Baker in Schmetterlinge sind frei von Gershe (Staatstheater Taschkent)
- 1994: Anutschkin in Die Heirat von Gogol (Stadttheater Samara)
- 1995: Antonio in Der Zylinder von de Filippo (Stadttheater Samara)
- 1995: Gustav in Die Kameliendame von Dumas Jr. (Stadttheater Samara)
- 2006: Paravicini in Die Mausefalle von Christie (Theater Stuttgart)
- 2007: Griszka in Winter unterm Tisch von Topor (Internationales Theater Frankfurt)
- 2008: Trigorin in Die Möwe von Tschechow (Theater Stuttgart)
- 2013: Peter in Die Zoogeschichte von Albee   (Theater Lastschrift Mainz)
- 2017: Titelrolle in Der Drache nach Schwarz  (Theater Atelier Stuttgart)
- 2019: Luka in  Nachtasyl von  Gorki (Theater Atelier Stuttgart)
- 2022: Albert Adam in Die Kunst ein gutes Stück zu schreiben von Ferenc Molnár (Theater Atelier Stuttgart)

## Filmografie (Auswahl)
- 2007: Novemberkind (Regie Christian Schwochow)
- 2007: Anzhelina (Regie: Martin Schreier[5])
- 2009: The Night Father Christmas Died (Regie: Martin Schreier[5])
- 2010: Die Spur (Regie Vitaly Gulmasyan)
- 2012: In the Deathroom (Regie Milos Savic)[6]
- 2012: Sunny[7] (Regie Barbara Ott)
- 2013: Tessy (Regie Richard Dilger)
- 2015: Die blaue Sophia (Regie Philipp Klinger)
- 2016: L`Origine de la violence[8] (Regie Élie Chouraqui)
- 2017: Irgendwer (Regie Marco Gadge)
- 2019: Und der Zukunft zugewandt (Regie Bernd Böhlich)
- 2020: Masel Tov Cocktail (Regie Arkadij Khaet)
- 2022: Meine Freundin Volker (Regie Pjotr J. Lewandowski)